# Regesbostel
Regesbostel ist eine Gemeinde im Landkreis Harburg in Niedersachsen. Sie gehört zur Samtgemeinde Hollenstedt.

## Geografie

### Gemeindegliederung
Die Gemeinde Regesbostel besteht aus den Ortsteilen Regesbostel, Holtorfsbostel und Rahmstorf. Zu ihnen gehören die Orte Regesbostel, Holtorfsbostel, Holtorfer Heide und Rahmstorf.

## Geschichte
Auf einer 1651/52 erstellten und von Christina von Schweden beauftragten Karte wurde der Ort als Rehsböstel erwähnt.

## Politik

### Gemeinderat
Der Rat der Gemeinde Regesbostel setzt sich aus elf Mitgliedern zusammen. Die Ratsmitglieder werden durch eine Kommunalwahl für jeweils fünf Jahre gewählt.
Die vergangenen Gemeinderatswahlen ergaben folgende Sitzverteilungen:
| Wahljahr | FWGR | WGR | Gesamt   |
| 2021     | 7 | 4   | 11 Sitze |
| 2016     | 6 | 5   | 11 Sitze |
|          | __________________________ FWGR: Freie Wählergemeinschaft Regesbostel WGR: Wählergemeinschaft Regesbostel |     |          |

(Stand: Kommunalwahl am 12. September 2021)

### Wappen
| | Blasonierung: „Das Wappen der Gemeinde zeigt von Blau und Silber (Weiß) zweimal gespalten eine goldene (gelbe) Dreiknopffibel aus der Völkerwanderungszeit.“ |
| Wappenbegründung: Die drei Felder des Wappens symbolisieren die Ortsteile Regesbostel, Holtorfsbostel und Rahmstorf, aus denen die Gemeinde besteht. Die Dreiknopffibel aus dem 5. bis 6. Jahrhundert der Zeitrechnung wurde auf einem Gräberfeld bei Rahmstorf gefunden und weist auf die frühe Besiedelung des Raumes Regesbostel hin. | |

### Flagge
|  | 00Hissflagge: „Die Flagge ist im Verhältnis 2:7:2 blau-gelb-blau quergestreift mit dem aufgelegten Wappen in der Mitte.“ |

### Siegel
|  | 00Gemeindesiegel: „Das Dienstsiegel enthält das Wappen und die Umschrift ‚Gemeinde Regesbostel, Landkreis Harburg‘.“ |

## Öffentliche Einrichtungen
- Gemeindehaus
- Freiwillige Feuerwehr Regesbostel mit Jugendfeuerwehr
- Kindergarten Regesbostel
- Dorfjugend Regesbostel